# Hütter H 28
Die Hütter H 28 Kurier ist ein von den Brüdern Wolfgang und Ulrich Hütter konzipiertes Segelflugzeug aus den 1930er Jahren, wobei sie aber lediglich die Konstruktionszeichnungen erstellten und vermarkteten, den Typ aber nicht selbst produzierten.

## Entwicklung
Die H 28 wurde von den Brüdern Hütter 1936 konzipiert, die mit diesem Entwurf einen Leistungssegler mit möglichst geringen Rumpfquerschnitt und Abmessungen schaffen wollten. Prägend ist die maßgeschneidert um den Flugzeugführer herum konstruierte Pilotenkabine, die in den fließenden Rumpf-Flächen-Übergang integriert ist und damit noch genügend Platz für Schultern und Oberarme lässt. Die einteilige Kabinenhaube wurde an der TH Darmstadt im Rahmen von Kunststoffstudien entwickelt. Das Typenkürzel bezieht sich auf das angestrebte Gleitverhältnis von 28:1. Der erste Prototyp wurde in Österreich als OE–Kinsky registriert und war noch mit einer fast geraden 12-m-Tragfläche mit einem Knick nahe des Rumpfes ausgestattet, mit der aber lediglich eine Gleitzahl von 23,4 erreicht wurde. Die im Dezember 1937 vollendete H 28 II wies neben einer mehrteiligen Kanzel einen mittigen Möwenflügel auf, der eine Gleitzahl von 26 ermöglichte. Von ihr wurden insgesamt vier Stück hergestellt und in Österreich (OY–DOX), der Schweiz (HB–223 und HB–321) und der Tschechoslowakei zugelassen. 1939 entstand die H 28 III mit vergrößerter Spannweite, die als D-15-944 in Deutschland flog und bei Ende des Zweiten Weltkrieges in Frankreich verschollen ist.

## Konstruktion
Die Hütter H 28 ist ein freitragender Mitteldecker in Holzbauweise mit einem sperrholzbeplanktem Rumpfgerüst und einem zu Teilen stoffbespannten sowie sperrholzverkleideten Möwenflügel. Das Leitwerk besteht ebenfalls aus Holz, Seiten- und Höhenflosse sind holzbeplankt, Seiten-, Höhen- und Querruder sind mit Stoff bespannt. Die Höhenflosse ist vor der Seitenflosse auf den Rumpf aufgesetzt. Als Fahrwerk dient eine Eschenholzkufe unter dem Rumpf.

## Nachbau
In Deutschland wurde von 1998 bis 2003 ein Nachbau einer H 28 II innerhalb der Oskar Ursinus Vereinigung realisiert. Er ist in den Originalmaßen der Ausführung von 1936/1937 gehalten; lediglich der Rumpf wurde, um einer möglichen Kopflastigkeit entgegenzuwirken, um 0,18 m verlängert und die Querruder sind in Holzbauweise gefertigt. Er ist als D–8223 zugelassen.

## Technische Daten
| Kenngröße             | Daten (H 28 II) | Daten (H 28 III)          |
| --------------------- | --------------- | ------------------------- |
| Besatzung             | 1               | 1                         |
| Spannweite            | 12,00 m         | 13,50 m (1,16 m geklappt) |
| Länge                 | 4,76 m          | 5,35 m (6,35 m geklappt)  |
| Höhe                  |                 | 0,98 m (1,03 m geklappt)  |
| Flügelfläche          | 7,6 m²          | 10,00 m²                  |
| Flügelstreckung       | 18,46           | 18,20                     |
| V-Form                |                 | 2,8°                      |
| Flächenbelastung      | 23 kg/m²        | 20,00 kg/m²               |
| Rüstmasse             | 88 kg           | 112 kg                    |
| Zuladung              | 90 kg           | 88 kg                     |
| Startmasse            | 178 kg          | 200 kg                    |
| Höchstgeschwindigkeit |                 | 220 km/h                  |
| Gleitzahl             | 23,4            | 27,2 bei 72 km/h          |
| Geringstes Sinken     |                 | 0,62 m/s bei 60 km/h      |